# Codex Gigas

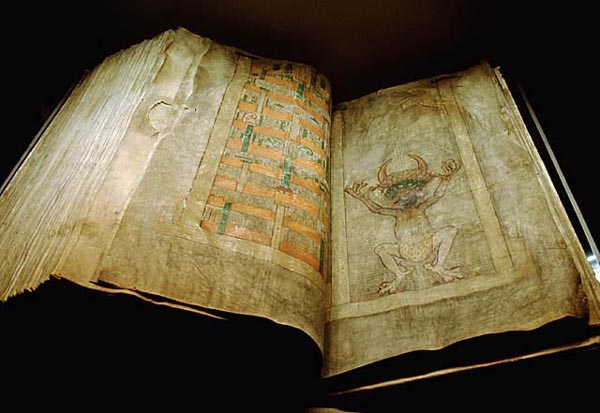
Codex Gigas

O Codex Gigas é considerado o maior manuscrito medieval existente no mundo. Foi criado no início do século XIII, presumivelmente no mosteiro beneditino de Podlažice na Boémia (actual República Checa), e agora está preservado na Biblioteca Nacional da Suécia, em Estocolmo. É também conhecido como a Bíblia do Diabo, devido a uma grande figura do diabo no seu interior e da lenda em torno da sua criação.

## Aparência
O códice tem capas de madeira, revestidas de couro e ornamentadas com motivos metálicos. Com 92 cm de altura, 50 cm de largura e 22 cm de espessura, é o maior manuscrito medieval conhecido. Atualmente é constituído por 310 folhas de velino (uma espécie de pergaminho), mas há indícios de algumas páginas terem sido retiradas da versão original. Não se sabe quem o fez, nem se conhecem as razões de as páginas terem sido removidas, embora se pense que algumas delas pudessem conter as regras monásticas dos beneditinos. O códice pesa cerca de 75 kg, e o velino nele usado foi elaborado a partir de pele de vitelo (ou pele de bezerro, segundo algumas fontes), num total de 160 animais.

## História
Uma nota na primeira página indica os monges do mosteiro beneditino de Podlažice, localizado perto de Chrudim e destruído durante o [século XV], como os primeiros proprietários do códice. A reduzida dimensão deste mosteiro e a aparente escassez de recursos humanos e materiais faz levantar dúvidas sobre a sua capacidade de produção duma obra desta dimensão.
Os registros nela contidos terminam no ano de 1229. A ausência de qualquer referência à morte do rei da Boémia, Otacar I, ocorrida em Dezembro do ano seguinte, sugere que a data mais provável para a sua conclusão é o final do ano de 1229 ou o início de 1230. Devido a dificuldades financeiras do mosteiro de Podlažice, o códice foi mais tarde penhorado aos Cistercienses do mosteiro de Sedlec. A mesma nota na primeira página estabelece que em 1295 o códice voltou à posse dos beneditinos, após ter sido comprado pelo mosteiro de Břevnov. De 1477 a 1593, foi conservado na biblioteca de um mosteiro em Broumov até ter sido levado para Praga em 1594 para fazer parte da colecção de Rodolfo II.
No fim da Guerra dos Trinta Anos, em 1648, a colecção completa foi saqueada pelo exército sueco e, de 1649 a 2007, o manuscrito foi mantido na Biblioteca Nacional da Suécia.
Em 24 de Setembro de 2007, após 359 anos, o Codex Gigas voltou a Praga, a título de empréstimo, e esteve exposto na Biblioteca Nacional Checa até Janeiro de 2008.

## Conteúdo

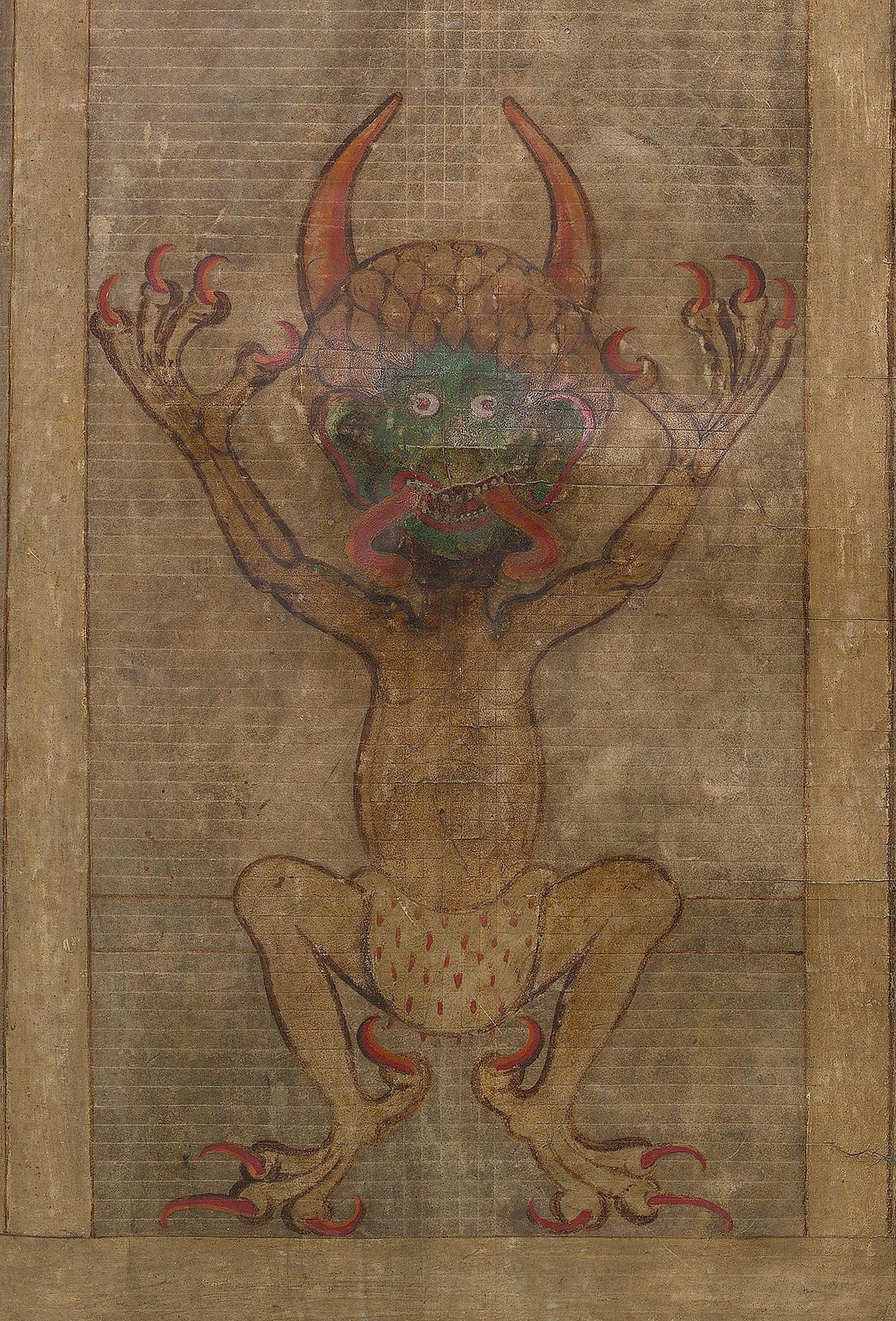
Ilustração do Diabo (página 577). A lenda conta que o códice foi criado por um monge com a ajuda do Diabo.

O Codex inclui toda a versão Vulgata Latina da Bíblia, exceto para os livros de Actos e Apocalipse, provenientes de uma versão pré-Vulgata. Estão também incluídos a enciclopédia "Etymologiae" de Isidoro de Sevilha, "Antiguidades Judaicas" e "Guerras dos Judeus" de Flávio Josefo, "Chronica Boemorum" (Crónica dos Boémios) de Cosmas de Praga e vários tratados sobre medicina. Pequenos textos completam o manuscrito: alfabetos, orações, exorcismos, um calendário com as datas de celebração de santos locais e registo de acontecimentos relevantes, e uma lista de nomes, possivelmente de benfeitores e de monges do mosteiro de Podlažice. Todo o documento está escrito em latim.
O manuscrito contém figuras decoradas (iluminuras) em vermelho, azul, amarelo, verde e dourado. As letras maiúsculas que iniciam os capítulos estão elaboradamente decoradas com motivos que, frequentemente, ocupam grande parte da página. O Codex tem um aspecto uniforme pois a natureza da escrita não é alterada em toda a sua extensão, não evidenciando sinais de envelhecimento, doença ou estado de espírito do escriba. Isto levou a que se considerasse que todo o texto foi escrito num período de tempo muito curto (ver Lenda). No entanto, atendendo ao tempo necessário à marcação das guias de delimitação das linhas e das colunas, à escrita do texto, e ao desenho e pintura das ilustrações, os peritos acreditam que o livro terá levado mais de 20 anos a ser concluído.
A página 577 contém apenas uma figura original de um diabo, com cerca de 50 cm de altura. Algumas páginas antes desta, estão escritas sobre um velino escurecido e os caracteres são mais esbatidos que no resto do manuscrito. A razão para a diferença nas cores é que o velino, por ser feito a partir de peles animais, escurece quando exposto à luz. No decurso dos séculos, as páginas mais expostas acabaram por ter um aspecto mais escuro.

## Lenda
Segundo a lenda, o escriba foi um monge que quebrou os votos monásticos e foi condenado a ser emparedado vivo. A fim de evitar esta severa sanção, ele prometeu a criação, de um livro que glorificaria o mosteiro para sempre e que incluiria todo o conhecimento humano. Perto da meia-noite, ele teve a certeza que não conseguiria concluir esta tarefa sozinho e, por isso, fez uma oração especial, não dirigida a Deus, mas ao arcanjo banido, Lúcifer,o Satanás, pedindo-lhe que o ajudasse a terminar o livro em troca da sua alma. O monge vendeu, assim, a sua alma ao diabo. Assim o manuscrito do monge foi concluído e acrescentada uma imagem do diabo como agradecimento pela sua ajuda.
Apesar desta lenda, o códice não foi proibido pela Inquisição e foi analisado por muitos estudiosos ao longo dos tempos.
Considerava-se por muito tempo que esta versão de condenação ao emparedamento do monge era verdadeira, devido à interpretação precipitada da palavra Inclusus, como sendo emparedamento. Na verdade foi reconsiderada esta tradução como sendo "recluso". Seria um monge que foi condenado, ou se condenou à reclusão no mosteiro para realizar o trabalho de uma vida. Se reforça essa versão pela "dedicatória" encontrada no final do livro: hermanus inclusus, ou "Herman, o recluso" ou "Herman, o enclausurado".